# Rebrișoara
Rebrișoara (en hongrois : Kisrebra) est une commune du județ de Bistrița-Năsăud en Transylvanie (Roumanie).